# Crakehall
Crakehall is een civil parish in het bestuurlijke gebied Hambleton, in het Engelse graafschap North Yorkshire met 677 inwoners.